# Lijst van betaaldvoetbalclubs in Oostenrijk
Dit is een overzicht van alle voetbalclubs die in het heden of het verleden hebben deelgenomen aan het betaalde voetbal in Oostenrijk.
Zie ook:
- Bundesliga (Oostenrijk)
- Oostenrijks voetbalelftal
- Voetbal van A tot Z

## A
- SV Absam
- Admira Dornbirn
- VfB Admira Wacker Mödling
- SV Allerheiligen
- SK Altheim
- SC Amaliendorf
- SKU Amstetten
- SV Anger
- USK Anif
- KSV Ankerbrot
- SCU Ardagger
- TuS FC Arnfels
- SC Austria Lustenau
- FK Austria Wien
- SPG Axams/Götzens

## B
- SV Bad Aussee
- SV Bad Schallerbach
- ASK Baumgarten
- VfB Bizau
- Blau-Weiß Feldkirch
- FC Blau-Weiß Linz
- Blau-Weiß Sachsenburg
- 1.SVG Bleiburg
- SC Bramberg
- FC Braunau
- SC Bruck
- WSG Brückl

## D
- ASV Deutsch Tschantschendorf
- FC Deutschkreutz
- ASKÖ Donau Linz
- SV Donau Wien
- SR Donaufeld
- FC Dornbirn
- Dornbirner SV

## E
- SK Ebbs
- SV Eberau
- FC Egg
- SC Eisenstadt
- SV Essling
- FC Eugendorf

## F
- IC Favoriten
- Favoritener AC Simmering
- UFC Fehring
- SV Feldkirchen
- SV Fellach/VSV
- ATUS Ferlach
- First Vienna FC
- SV Flavia Solva Wagna
- Floridsdorfer AC Wien
- SV Forchtenstein
- DSV Fortuna 05
- SPG Fügen/Uderns

## G
- SV Gallneukirchen
- SV Gerasdorf
- Gersthofer SV
- SV Gleinstätten
- SC Gleisdorf
- SV Gmünden
- SV Gnas
- FC Götzis
- FC Gratkorn
- Grazer AK
- SV Grieskirchen
- SV Griffen
- SC Grödig
- FC Großklein
- SV Grün-Weiß Micheldorf
- SV Grünau Salzburg
- SV Güssing

## H
- SV Haitzendorf
- SV Hall
- FC Hallwang
- FC Hard
- TSV Hartberg
- FC Hellas Kagran
- ÖTSU Henndorf
- SC Himberg
- SK Hippach
- FC Höchst
- VfB Hohenems
- ASK Horitschon
- SV Horn
- SV Hundsheim

## I
- FC Illmitz
- SV Innsbruck
- Innsbrucker SK

## J
- SPG Jenbach/Achensee
- BSV Juniors Villach

## K
- SC Kalsdorf
- Kapfenberger SV
- FC Kärnten
- SV Kindberg
- SV Kirchbichl
- FC Kitzbühel/Reith
- ASV Klagenfurt
- SAK Klagenfurt
- ASK Klingenbach
- FC Koblach
- ASK Köflach
- ASK Kohfidisch
- SV Kolsass/Weer
- ASK Kottingbrunn
- Kremser SC
- SV Kuchl
- FC Kufstein
- SC Kundl

## L
- SV Landeck
- ISS Landhaus
- SC Landskron
- SV Längenfeld
- SV Langenrohr
- FC LASK Linz
- SC Lauterach
- FC Lebring
- SV Leibnitz/Flavia Solva
- SV Lendorf
- DSV Leoben
- SV Leobendorf
- FC Linz
- SV Lochau
- FC Lustenau

## M
- FC Mäder
- Magdalener SC
- SC Mannswörth
- SC Marchtrenk
- SV Mattersburg
- SVG Mayrhofen
- FC Mistelbach
- SK Mittersill
- VfB Mödling
- FC Möllbrücke

## N
- FC Nenzing
- SV Neuberg
- SC Neudörfl
- SC Neunkirchen
- SC Neusiedl am See
- SV Neustift
- FC Nussdorf-Debant

## O
- FC Oberes Metnitztal
- FC Oberndorf
- SV Oberpfuss
- SV Oberwart
- SC Ortmann
- SC Ostbahn XI

## P
- SC/ESV Parndorf
- TSV Pöllau
- Post SV Wien
- PSV Team für Wien
- PSV/Schwarz-Weiß Salzburg
- FC Puch

## R
- WSV-ATSV Ranshofen
- SV Rapid Lienz
- SK Rapid Wien
- SPG Reichenau/Aldrans
- Rennweger SV
- SC Retz
- SC Rheindorf Altach
- SV Ried
- SC Ritzing
- SV Rohrbach bei Mattersburg
- SV Rottenmann
- Rot-Weiß Rankweil
- SPG Rum/IAC

## S
- ESV Saalfelden
- ASK Salzburg
- FC Salzburg
- SAK 1914 Salzburg
- SV Salzburg
- SK Sankt Andrä im Lavanttal
- SK Sankt Johann
- SC Sankt Johann im Pongau
- WSV Sankt Lambrecht
- SC Sankt Magdalena
- SV Sankt Margarethen
- FC Sankt Michael im Lavanttal
- SV Sankt Peter/Au
- SKN Sankt Pölten
- FC Sankt Stefan
- FC Sankt Veit
- ATSV Sattledt
- ASV Schrems
- ASK Schwadorf
- SC Schwanenstadt
- FC Schwarzach
- SV Schwarzach
- Schwarz-Weiß Bregenz
- SC Schwaz
- SVS Schwechat
- FC Seekirchen
- SV Sigleß
- SC Simmering
- SV Spittal an der Drau
- FC Stadlau
- SV Stegersbach
- SV Stockerau
- FC Straßwalchen
- SK Sturm Graz
- FC Sulzberg
- FC Superfund

## T
- UFC Tadten
- SV Telfs
- FC Tirol Innsbruck
- SV Traun
- SC Trausdorf
- SK Treibach
- FC Tulln

## U
- Union SV Esternberg
- DSG Union Perg
- Union Rohrbach/Berg
- Union Sankt Florian
- Union Vöcklamarkt
- SC Untersiebenbrunn

## V
- Villacher SV
- Viktoria Bregenz
- 1.FC Vöcklabruck
- ASK Voitsberg
- SK Vorwärts Steyr

## W
- Wacker Innsbruck
- FC Wacker Tirol
- FC Waidhofen an der Ybbs
- SV Wallern
- WSG Wattens
- SC Weiz
- FC Wels
- 1.Wiener Neustädter SC
- Wiener Sportklub
- SV Wienerberger
- SC Wiesen
- WSG Wietersdorf
- ATSV Wolfsberg
- Wolfsberger AC
- FC Wolfurt
- SV Wörgl
- SV Würmla

## Z
- FC Zell am See
- FC Zeltweg
- SK Zirl
- ASV Zurndorf
- SC Zwettl